# 亀井憲樹
亀井 憲樹（かめい けんじゅ）は、日本の経済学者。慶應義塾大学経済学部教授、経済産業研究所リサーチアソシエイト。学位はPh.D.（ブラウン大学・2011年）。

## 経歴
2000年、東京大学工学部卒業。2002年、東京大学大学院工学系研究科修士課程修了。2007年、ブラウン大学経済学M.A.取得。2011年、ブラウン大学経済学Ph.D.取得。
2002年、経済産業省。2008年、経済産業省退職。2011年、米国デロイトTax LLP エコノミスト。2012年、ボーリング・グリーン州立大学助教授。2015年、ダラム大学ビジネス・スクール講師。2017年、同准教授。2019年、ダラム大学ビジネス・スクール実験経済センター長（EMBR）。
2022年、慶應義塾大学経済学部教授。